# Aleš Opata

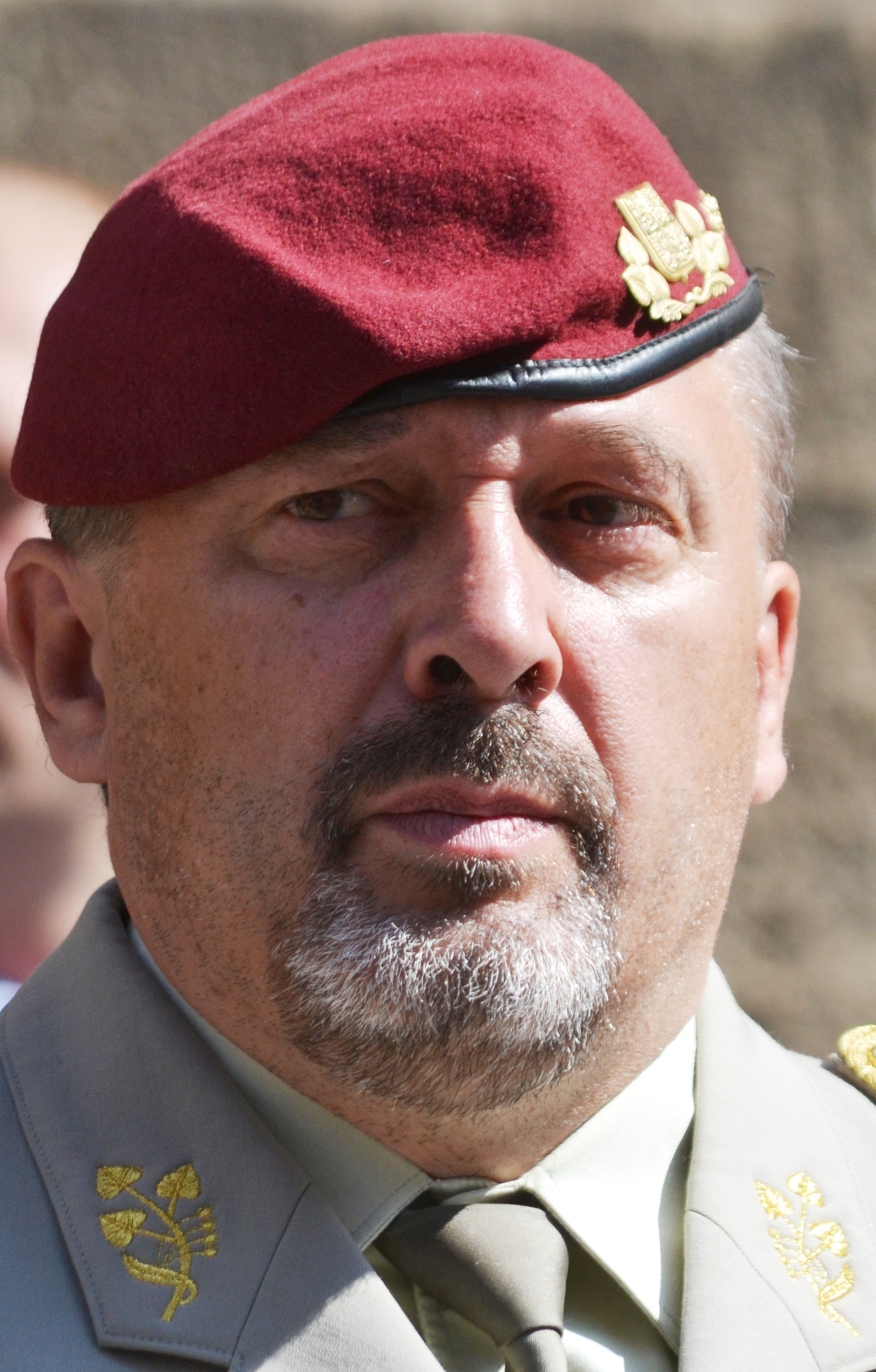
Aleš Opata (2014)

Aleš Opata (* 9. September 1964 in Hranice) ist ein tschechischer Offizier im Rang eines Generals. Von Anfang Mai 2018 bis Ende Juni 2022 war er der Chef des Generalstabs der Tschechischen Armee.

## Leben
Aleš Opata wurde 1964 in Hranice im Landesteil Mähren der damaligen Tschechoslowakei geboren.

### Militärische Laufbahn
Der heutige General besuchte von 1983 bis 1987 die Hochschule des Heeres in Vyškov (Vysoká vojenská škola pozemního vojska ve Vyškově). Ferner absolvierte er Ausbildungen am Command and Staff College of Marine Corps University in Virginia (1998–1999) sowie am Royal College of Defence Studies in London (2004).
Opatas militärische Laufbahn ist eng mit der am 1. Juli 1994 ins Leben gerufenen 4. Schnellen Eingreifbrigade (4. brigáda rychlého nasazení) verbunden, in deren Reihen er insgesamt 14 Jahre tätig war. Zunächst bildete er Fallschirmjäger aus. Anschließend wurde ihm im Jahr 1999 der Befehl über das in Chrudim stationierte 43. Fallschirmjägerbataillon der Brigade übertragen, bevor er 2003 zum Kommandeur der Brigade aufstieg.
Darüber hinaus durchlief er mehrere Auslandsverwendungen. 1993 war er in der Republik Serbische Krajina für die UNPROFOR tätig; für seinen Einsatz zur Befreiung einer französischen Einheit, die infolge einer kroatischen Offensive in eine lebensbedrohliche Lage geraten war, wurde er von Verteidigungsminister Pierre Joxe mit dem Militärverdienstkreuz ausgezeichnet. Im Januar 1996 diente er in Bosnien und Herzegowina, wo die unter seinem Befehl stehende 3. mechanisierte Kompanie des tschechischen IFOR-Kontingents an der Operation Joint Endeavour teilnahm. Im Jahr 2000 nahm erstmals mit dem 43. Fallschirmjägerbataillon unter dem Kommando von Opata ein vollständiger Verband im Rahmen der SFOR-Operation Joint Forge an einer Friedensmission teil. Von 2002 bis 2003 unterstand ihm das tschechische KFOR-Kontingent im Kosovo, und im Jahr 2007 war er Stabschef des dem Kommando der ISAF unterstehenden Provincial Reconstruction Teams in afghanischen Faizabad.
Verbunden mit der Beförderung zum Brigadegeneral wechselte er im Jahr 2008 zum Generalstab, wo er 2009 die Leitung der Hauptabteilung Weiterentwicklung der Teilstreitkräfte und später die Leitung des Streitkräfteübergreifenden Operationszentrums des Verteidigungsministeriums übernahm. Gleichzeitig wurde er zum 1. Januar 2010 zum stellvertretenden Generalstabschef ernannt. Seine Beförderung zum Generalmajor erfolgte am 28. Oktober 2011. In den Jahren 2014 bis 2017 war er der Vertreter der tschechischen Streitkräfte beim NATO Supreme Headquarters Allied Powers Europe. Im August 2017 übernahm er das Amt des Stabschefs der tschechischen Streitkräfte und wurde im Oktober desselben Jahres zum Generalleutnant befördert. Seit 1. Mai 2018 war er Chef des Generalstabs der Tschechischen Armee und löste damit Josef Bečvář als höchsten militärischen Repräsentanten der Streitkräfte ab. Am 28. Oktober 2018 wurde er zum General (Armádní generál) befördert. Am 1. Juli 2022 wurde er als Chef des Generalstabs von Karel Řehka abgelöst.

### Privates
Aleš Opata ist verheiratet und Vater von drei Kindern. Neben seiner Muttersprache beherrscht er Englisch. Zu seinen Hobbys zählen Fischen, Literatur und Motorradfahren.